# Violetta Kolobovová
Violetta Vitaljevna Kolobovová (rusky Виолетта Витальевна Колобова; * 27. července 1991 Dzeržinsk, Sovětský svaz) je ruská sportovní šermířka, která se specializuje na šerm kordem. Rusko reprezentuje od druhého desetiletí jednadvacátého století. Na olympijských hrách startovala v roce 2012 a 2016 v soutěži jednotlivkyň a družstev. V roce 2015 získala titul mistryně Evropy v soutěži jednotlivkyň. S ruským družstvem kordistek vybojovala na olympijských hrách 2016 bronzovou olympijskou medaili. S družstvem kordistek dále vybojovala dva tituly (2013, 2014) mistryň světa a v roce 2012 titul mistryň Evropy.